# Tylophora adnata
Tylophora adnata är en oleanderväxtart som beskrevs av Reinier Cornelis Bakhuizen van den Brink. Tylophora adnata ingår i släktet Tylophora och familjen oleanderväxter. Inga underarter finns listade i Catalogue of Life.